# St.-Magnus-Kirche (Beber)

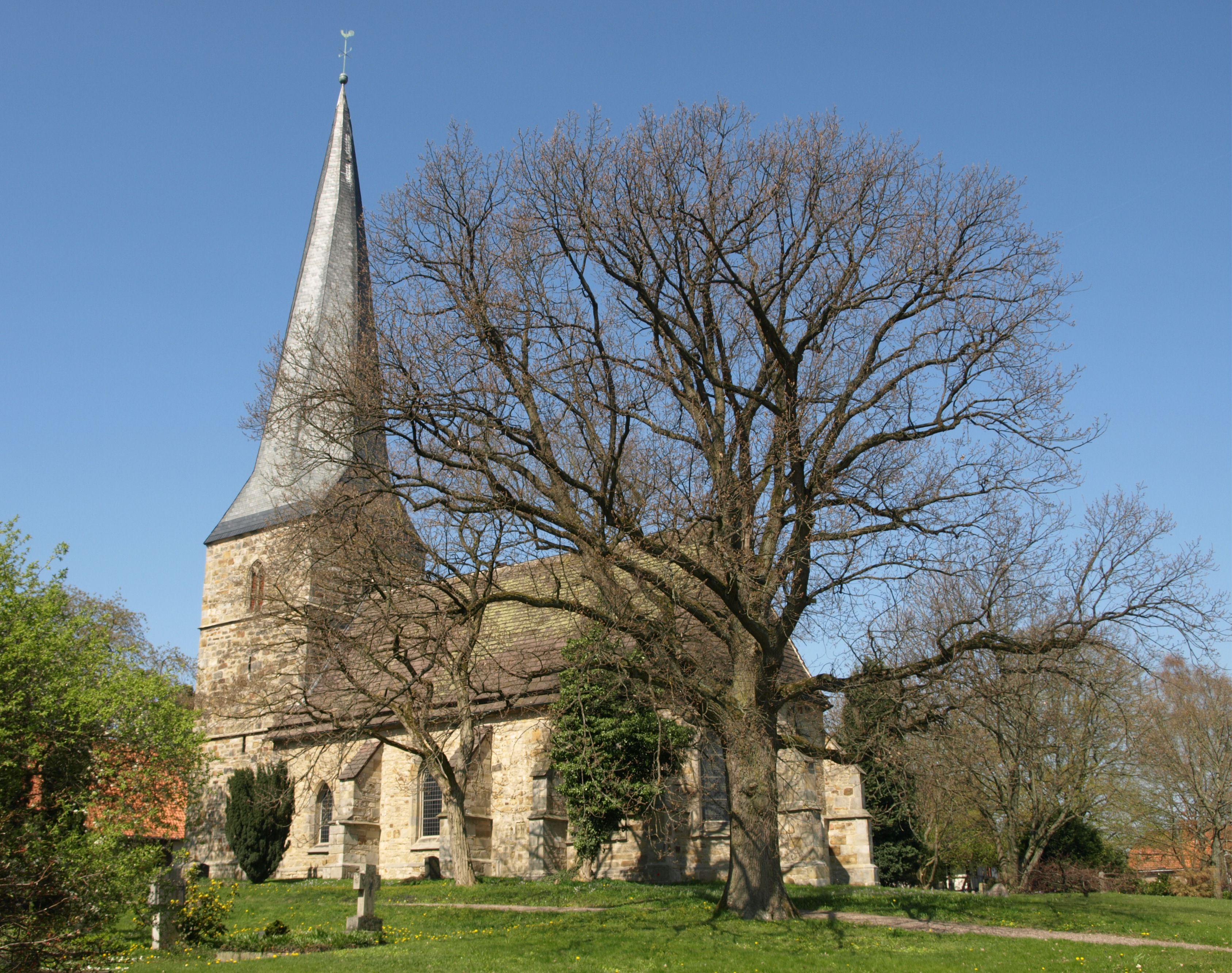
St.-Magnus-Kirche in Beber

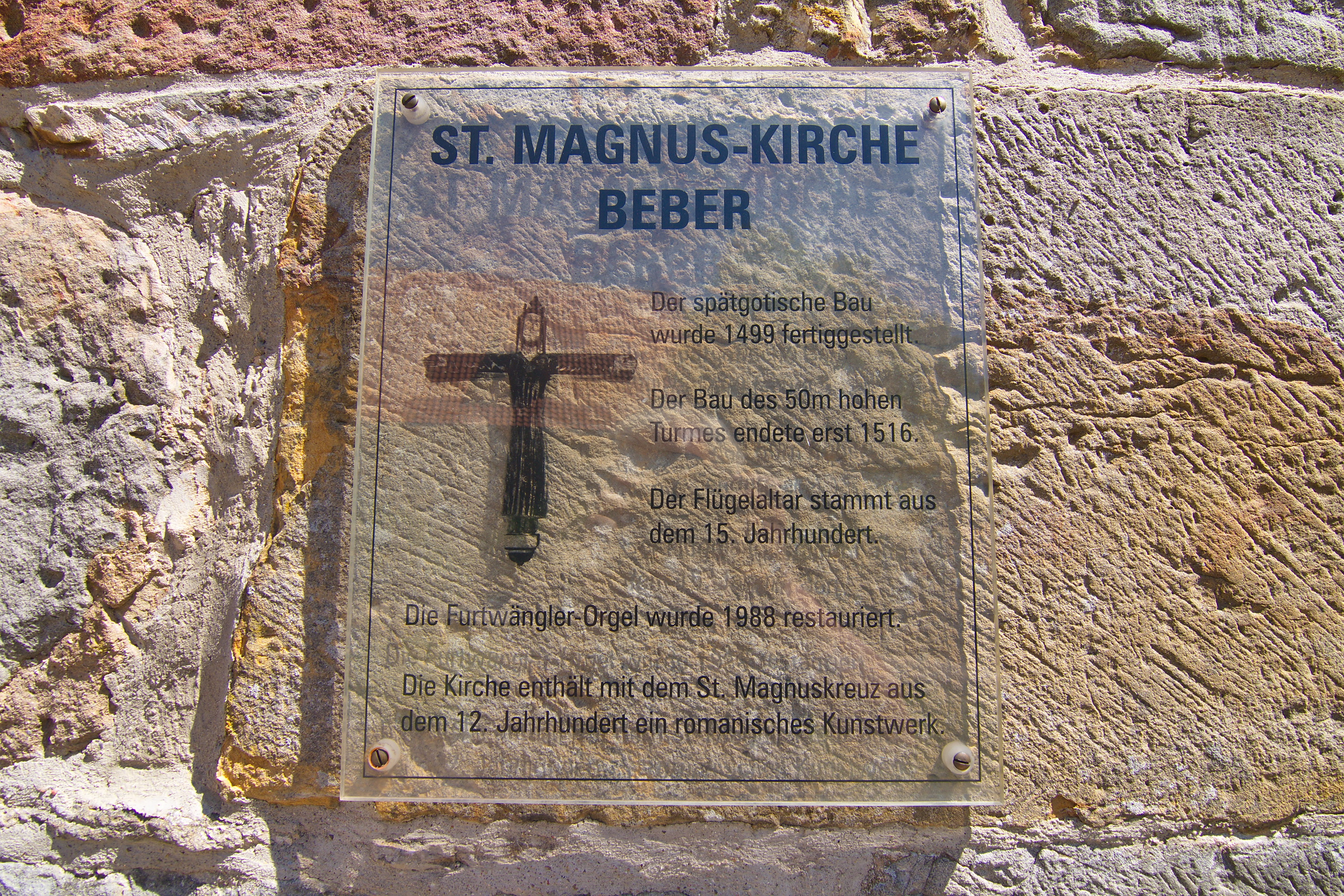
Beschreibungstext am Gebäude

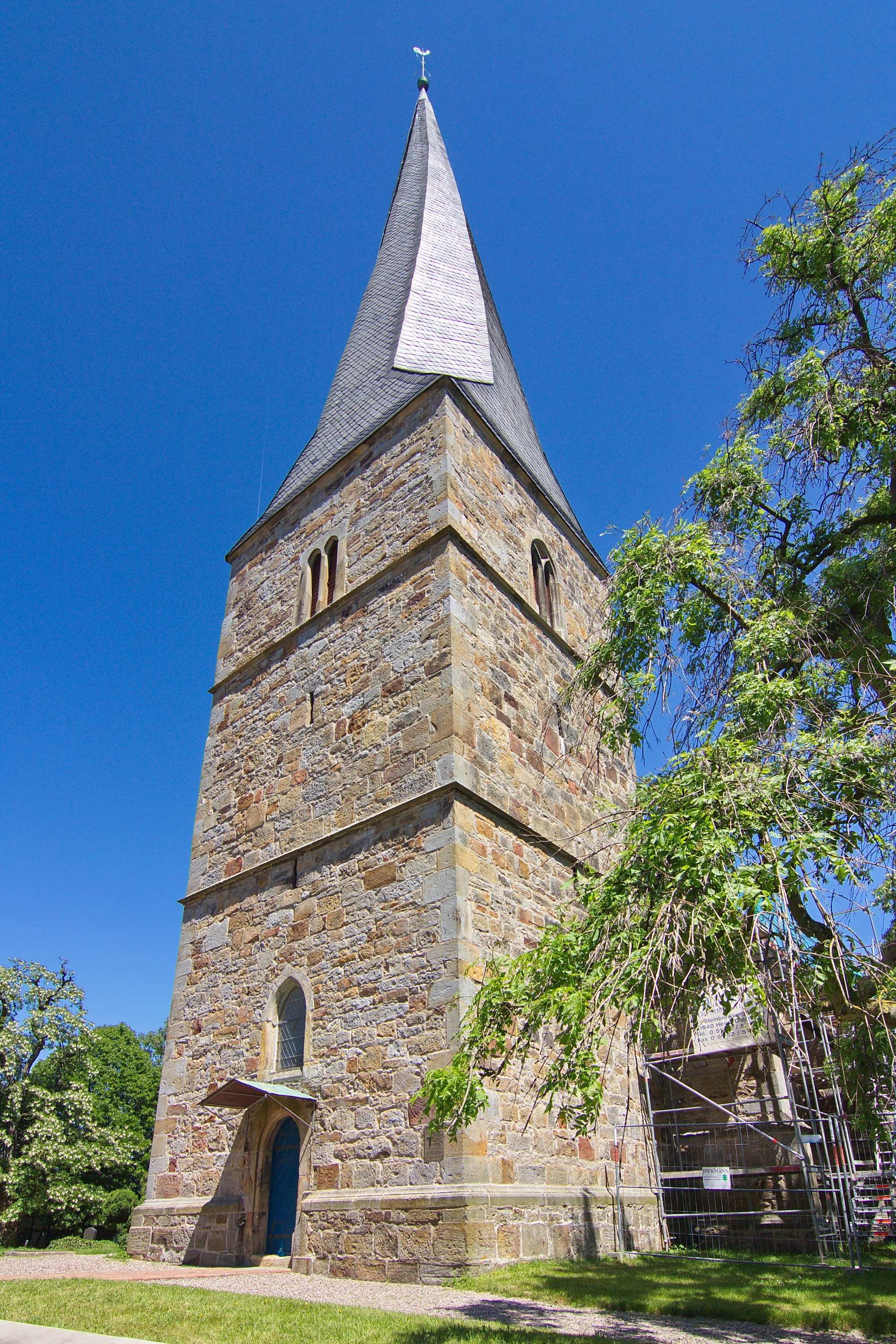
Turm der Kirche

Die St.-Magnus-Kirche ist ein evangelisch-lutherisches Kirchengebäude in Beber, einem Ortsteil von Bad Münder am Deister (Niedersachsen).

## Geschichte
Die Kirche wurde zwischen 1499 und 1516 erbaut. Bei Renovierungsarbeiten im Jahre 1957 konnte festgestellt werden, dass die Grundmauern der jetzigen Kirche auf Mauern eines früheren Gotteshauses aufgebaut sind. 

## Beschreibung
Die Kirche ist ein einschiffiger, ziemlich einheitlicher spätgotischer Gewölbebau, bestehend aus zwei Langhausjochen, denen sich ein merkwürdig schmales Chorjoch anschließt, und Sakristeianbau. In der 4,80 m² großen Vorhalle hängt ein Kruzifix, ein mit einer Tunika bekleideter Christus (vgl. Volto Santo von Lucca), dessen Entstehungszeit man ans Ende des 13. Jahrhunderts setzt und dessen altertümlicher Bildtyp und rohe Form zu mancherlei Fehldeutungen Anlass gab. So wurde es als „heilige Kümmernis“ oder als Herzog Magnus II. Torquatus von Braunschweig Lüneburg bezeichnet. 
Die Kirche steht unter Denkmalschutz.

### Magnusüberlierfung
Nach der Ortssage soll das Bild den heiligen Magnus darstellen, einen Ritter, dessen Burg im Süntel stand. Ritter Magnus wurde im Kampf mit den Normannen im Wesertal verwundet und geriet in Gefangenschaft. Die Knechte des Ritters, die den Herren hatten fallen sehen, meldeten der Frau dessen Tod. Zum Andenken ließ die Frau vier Kirchen bauen. Nach zehn Jahren kam Magnus aus der Gefangenschaft. Als er sah, wie treu ergeben seine Frau war, bekehrte er sich zum Christentum. Als er von einem Kreuzzug zurückkehrte, war seine Frau verstorben. Magnus verschenkte seine Güter an die vier Kirchen und lebte als Einsiedler im Süntel. Eines Tages fand man ihn tot auf und trug seinen Leichnam auf einem Holzkreuz liegend zur Kirche in Beber, wo er beigesetzt wurde. Offensichtlich beruht die mehrfach ausgeschmückte Sage auf einem Erklärungsversuch für das Bildwerk.